# Fox Entertainment
Fox Entertainment es una compañía productora estadounidense propiedad de Fox Corporation. Fue fundada en 2019 tras la adquisición de 21st Century Fox por parte de The Walt Disney Company. Fox First Run es la división  encargada de distribuir las producciones de Fox Entertainment  a través de Fox Broadcasting Company, MyNetworkTV y Tubi.